# Phytosciara altilis
Phytosciara altilis är en tvåvingeart som beskrevs av Yang, Zhang och Yang 1998. Phytosciara altilis ingår i släktet Phytosciara och familjen sorgmyggor. Inga underarter finns listade i Catalogue of Life.